# فواره باکینگهام
فواره باکینگهام یک مکان دیدنی شیکاگو در مرکز گرانت پارک، بین کوئینز لندینگ و ایدا بی. ولز درایو است. این آبنما که در سال ۱۹۲۷ توسطکیت اس. باکینگهام یک انسان‌دوست به شهر وقف شد. این فواره یکی از بزرگترین فواره های جهان است. طراحی آن به سبک کیک عروسی روکوکو و با الهام از فواره لاتونا در کاخ ورسای ساخته شده است، طراحی آن به طور تمثیلی نشان‌دهنده دریاچه میشیگان است. این فواره عموماً از اواسط آوریل تا اواسط اکتبر (این ممکن است بسته به سال متفاوت باشد) با نمایش‌های آب معمولی و نمایش‌های رنگی شبانه کار می‌کند. در طول زمستان، چشمه با چراغ های جشنواره تزئین می‌شود.

## تاریخ

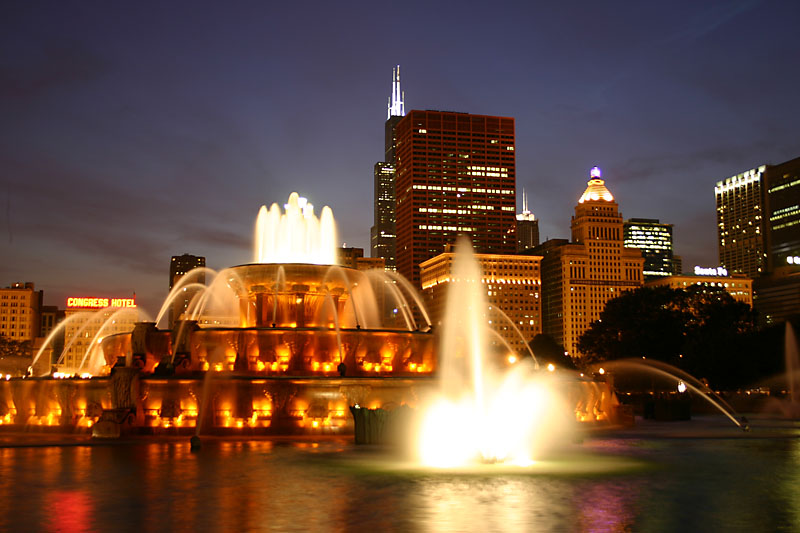
فواره باکینگهام

منطقه فواره درب ورودی شیکاگو نامیده می‌شود، زیرا در مرکز گرانت پارک ، حیاط جلویی شهر در نزدیکی تقاطع جاده کلبمبوس و جاده آیدا بی. ولز قرار دارد. این فواره خود نمایانگر دریاچه میشیگان است، با چهار دسته اسب دریایی (دو اسب در هر مجموعه) نماد چهار ایالت - ایلینوی ، ویسکانسین ، میشیگان و ایندیانا - که هم مرز با دریاچه هستند. این فواره توسط معمار هنرهای زیبا ادوارد اچ. بنت طراحی شده است. مجسمه‌ها توسط مجسمه‌ساز فرانسوی مارسل اف. لویاو ساخته شده‌اند. طراحی این فواره از باسین دو لاتون الهام گرفته شده و از فواره لاتونا در ورسای الگوبرداری شده است.
این فواره توسط کیت استرجز باکینگهام به یاد برادرش کلارنس باکینگهام به شهر اهدا شد و با هزینه ۷۵۰۰۰۰ دلار ساخته شد. نام رسمی این فواره فواره یادبود کلارنس باکینگهام است. کیت باکینگهام همچنین صندوق موقوفه فواره باکینگهام را با سرمایه گذاری اولیه ۳۰۰۰۰۰ دلار برای پرداخت هزینه های نگهداری تاسیس کرد. فواره باکینگهام در ۲۶ اوت ۱۹۲۷ وقف شد.
در آگوست ۲۰۱۶، در همکاری با شهر شیکاگو، منطقه پارک‌های شیکاگو و اوریویر وایرلس، منطقه تماشای فواره باکینگهام به بسیاری از سواحل شیکاگو و پردیس موزه پیوست و وای-فای رایگان برای بازدیدکنندگان فراهم کرد.

## کارکرد

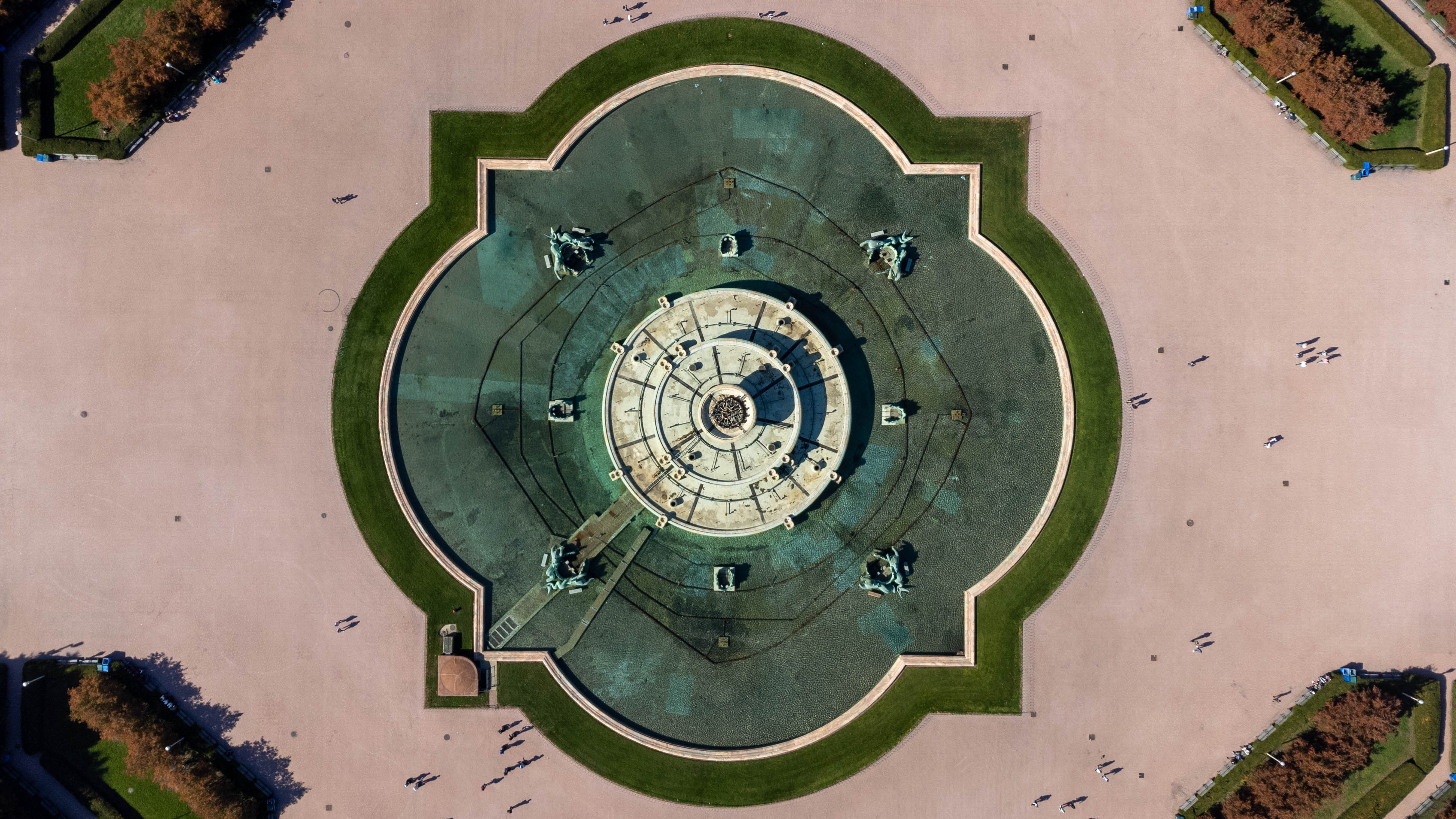
چشمه در حالی که در طول پاییز خاموش است.

سالانه گردشگران و مردم شیکاگو از این فواره دیدن می کنند. این فواره هر روز ساعت ۸:۰۰ کار می کند صبح تا ۱۱:۰۰ بعدازظهر از اواسط آوریل تا اواسط اکتبر، مگر اینکه شرایط آب و هوایی زیر انجماد خلاف آن را حکم کند. نمایش‌های آبی هر ساعت در ساعت برگزار می شود و ۲۰ دقیقه طول می‌کشد. در طول نمایش، جت مرکزی به صورت عمودی تا ۱۵۰ فوت (۴۶ متر) ، و بعد از غروب نمایش های رقص با نور و موسیقی انجام می شود. آخرین نمایش ساعت ۱۰:۰۰  بعد از ظهر هر شب شروع می‌شود.
این فواره از سنگ مرمر صورتی جورجیا ساخته شده است و شامل ۱٫۵ میلیون گالون آمریکایی (۵٬۷۰۰٬۰۰۰ لیتر) است آب در طول نمایش، بیش از ۱۴٬۰۰۰ گالون آمریکایی بر دقیقه (۰٫۸۸ متر مکعب بر ثانیه) از میان ۱۹۳ جت آن رانده می‌شود. حوض پایین آبنما ۲۸۰ فوت (۸۵ متر) است قطر حوضه زیرین ۱۰۳ فوت (۳۱ متر) است ، حوضچه میانی ۶۰ فوت (۱۸ متر) است و حوضه فوقانی ۲۴ فوت (۷٫۳ متر) است . لبه حوض بالایی ۲۵ فوت (۷٫۶ متر) بالاتر آب در حوضه پایینی است.
پمپ‌های این فواره توسط یک کامپیوتر هانی‌ول کنترل می‌شود که قبلاً در آتلانتا، جورجیا قرار داشت، تا اینکه در سال ۱۹۹۴ بازسازی شد و به تلمبه خانه فواره منتقل شد. سیستم امنیتی فواره از ارتفاعات آرلینگتون (حومه شیکاگو) نظارت می‌شود. 

## بازسازی‌ها

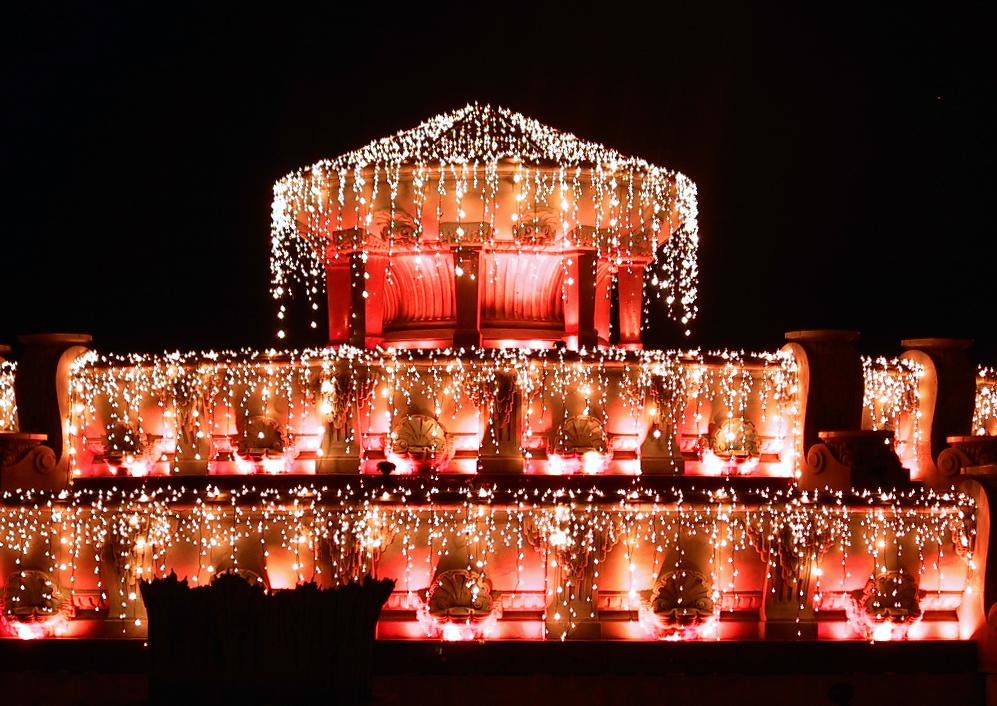
فواره در زمستان

در سال ۱۹۹۴، این فواره به مبلغ ۲٫۸ میلیون دلار در سه حوض کوچک خود بازسازی شد که به دلیل زمستان‌های سخت شیکاگو دچار نشتی شد.
آخرین پروژه بازسازی فواره باکینگهام در سپتامبر ۲۰۰۸ آغاز شد. این پروژه سه فازی سیستم‌های داخلی قدیمی در فواره را مدرن می‌کند و ویژگی‌های خراب را بازیابی می‌کند. بودجه ترکیبی از وقف باکینگهام، بودجه شهر و منطقه پارک و کمک هزینه جشنواره موسیقی لالوپالوزا است که سالانه در نزدیکی فواره برگزار می‌شود.
فاز اول در ۳ آوریل ۲۰۰۹ اختصاص یافت. این فاز شامل سنگفرش‌های نفوذپذیر برای احاطه کردن چشمه بود. این جایگزین سنگ خرد شده‌ای شد که از زمان ساخت فواره استفاده می‌شد. سنگفرش‌ها سطح ایمن‌تر و صاف‌تری ایجاد می‌کنند و مطابق با قانون آمریکایی های معلول در سال ۱۹۹۰ است.
فاز دوم در زمستان ۲۰۰۹ آغاز شد  این مرحله شامل تخریب میز آبنما، نصب سیستم زهکشی گسترده، محوطه سازی جدید، روشنایی سایت، تابلوها، اثاثیه سایت، سیستم فاضلاب، تخریب انتخابی در داخل یا مجاور حوضچه بیرونی چشمه، تعمیر برخی از ریخته گری های موجود در محل بود. المان‌های بتنی و نصب المان‌های جدید ریخته‌گری در محل. کار به دلیل کمبود بودجه تکمیل نشد و منطقه پارک شیکاگو اعلام نکرده است که انتظار دارد این مرحله را چه زمانی به پایان برساند.
به روز رسانی‌های فاز سوم تا زمانی که پروژه‌های فاز دوم تکمیل نشده‌اند، برنامه‌ریزی نشده‌اند. این مرحله شامل مرمت فواره باکینگهام و میز فواره، ساخت اتاق تجهیزات جدید با تخریب انتخابی، ساخت و ساز سازه و تعمیر، ترمیم و تعمیر سنگ تراشی، کارهای مکانیکی و الکتریکی، مرمت برنزی و تعمیر و نصب بهسازی سایت و امکانات رفاهی خواهد بود.

## در فرهنگ‌عامه

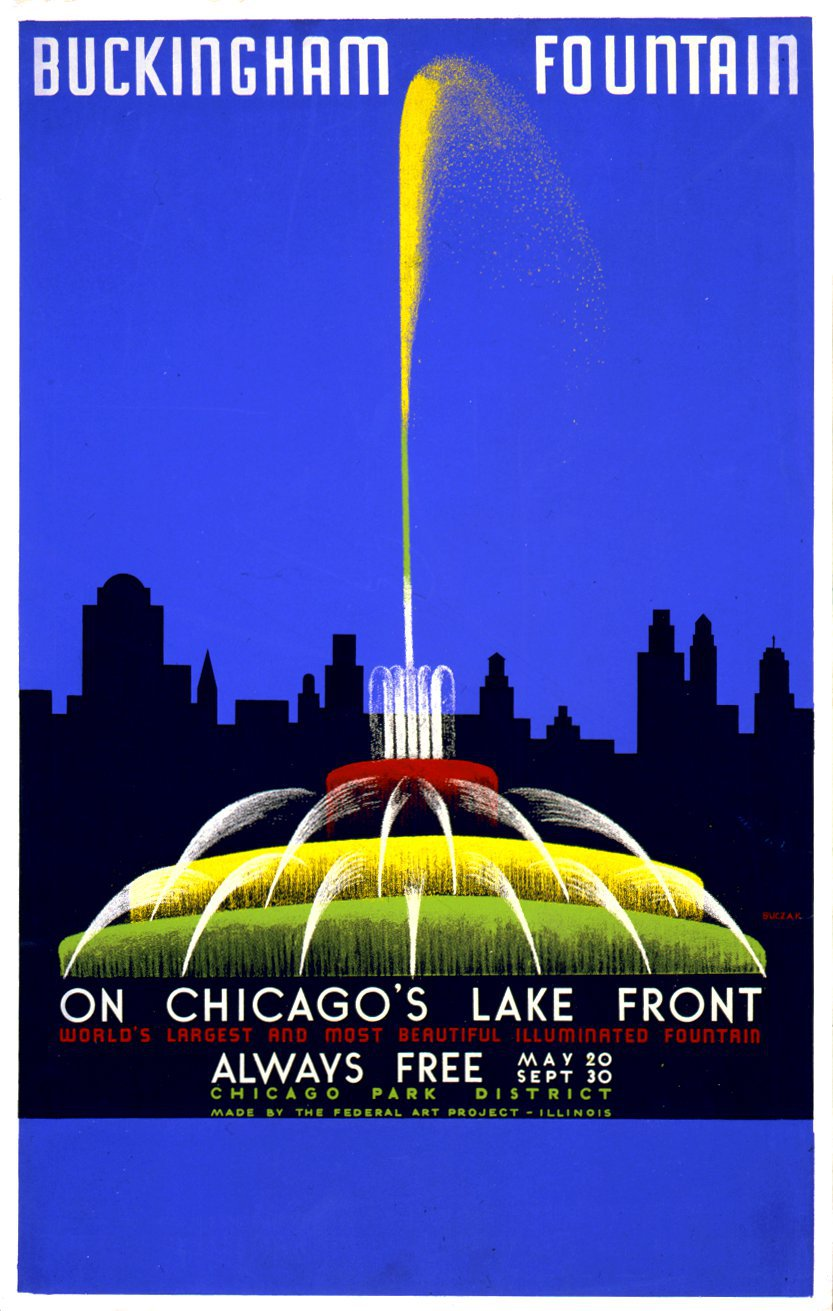
فواره باکینگهام روی پوستر اداره پیشرفت کار در سال ۱۹۳۹

فواره باکینگهام در سکانس‌های سریال‌های تلویزیونی متأهل… بچه‌دار و داستان جنایی نشان می‌دهد. 
این فواره نقطه شروع نمایش تلویزیونی مسابقه شگفت انگیز ۶ در سال ۲۰۰۴ بود و ۱۳ سال بعد در مسابقه شگفت انگیز ۲۹ در یک وظیفه نمایش داده شد.
فواره باکینگهام در فیلم نوآر ۱۹۴۹ آندرتو به عنوان محل ملاقات قهرمان داستان ظاهر می‌شود.

### سردرگمی با مسیر ۶۶
فواره باکینگهام اغلب به اشتباه به عنوان پایانه شرقی جاده ۶۶ ایالات متحده (جاده به سمت جنوب کالیفرنیا) شناسایی می‌شود، اما اگرچه نزدیک است، اما نقطه پایانی آن مسیر تاریخی نبود. پایانه اصلی شرقی در نزدیکی تقاطع بلوار جکسون و خیابان میشیگان در مرکز شهر شیکاگو بود. در تراز بعدی، پایانه به سمت شرق دو بلوک از طریق گرانت پارک به تقاطع جکسون و جاده لیک‌شور منتقل شد، پس از اینکه دومی به عنوان مسیر ۴۱ ایالات متحده تعیین شد. آنجا باقی ماند تا پایانه شرقی بین ایالتی ۵۵ در جاده لیک‌شور تکمیل شد و سپس به پایانه شرقی مسیر ۶۶ تبدیل شد تا اینکه ال-۵۵ به طور کامل جایگزین مسیر در ایلینویز شد و مسیر ۶۶ از رده خارج شد. با این وجود، بسیاری از مردم هنوز فواره باکینگهام را با شروع مسیر ۶۶ مرتبط می‌دانند، حتی اگر زمانی که مسیر در ۱۱ نوامبر ۱۹۲۶ افتتاح شد، هنوز ساخته نشده بود - در حالی که فواره دریاچه‌های بزرگ در باغ جنوبی مؤسسه هنر شیکاگو که از سال ۱۹۱۳ در نزدیکی تقاطع جکسون و میشیگان قرار داشت، در واقع ۱۳ سال قبل از مسیر ۶۶ و ۱۴ سال قبل از فواره باکینگهام بود. از آنجایی که جکسون اکنون یک خیابان یک طرفه است که به سمت شرق می رود، تابلوهای یادبود تاریخی مسیر ۶۶ اکنون «پایان» را در جکسون نزدیک میشیگان نشان می دهند، اما «شروع» یک بلوک به سمت شمال به خیابان آدامز (روبروی موسسه هنر) منتقل می شود. یک طرفه به سمت غرب است.

## گالری

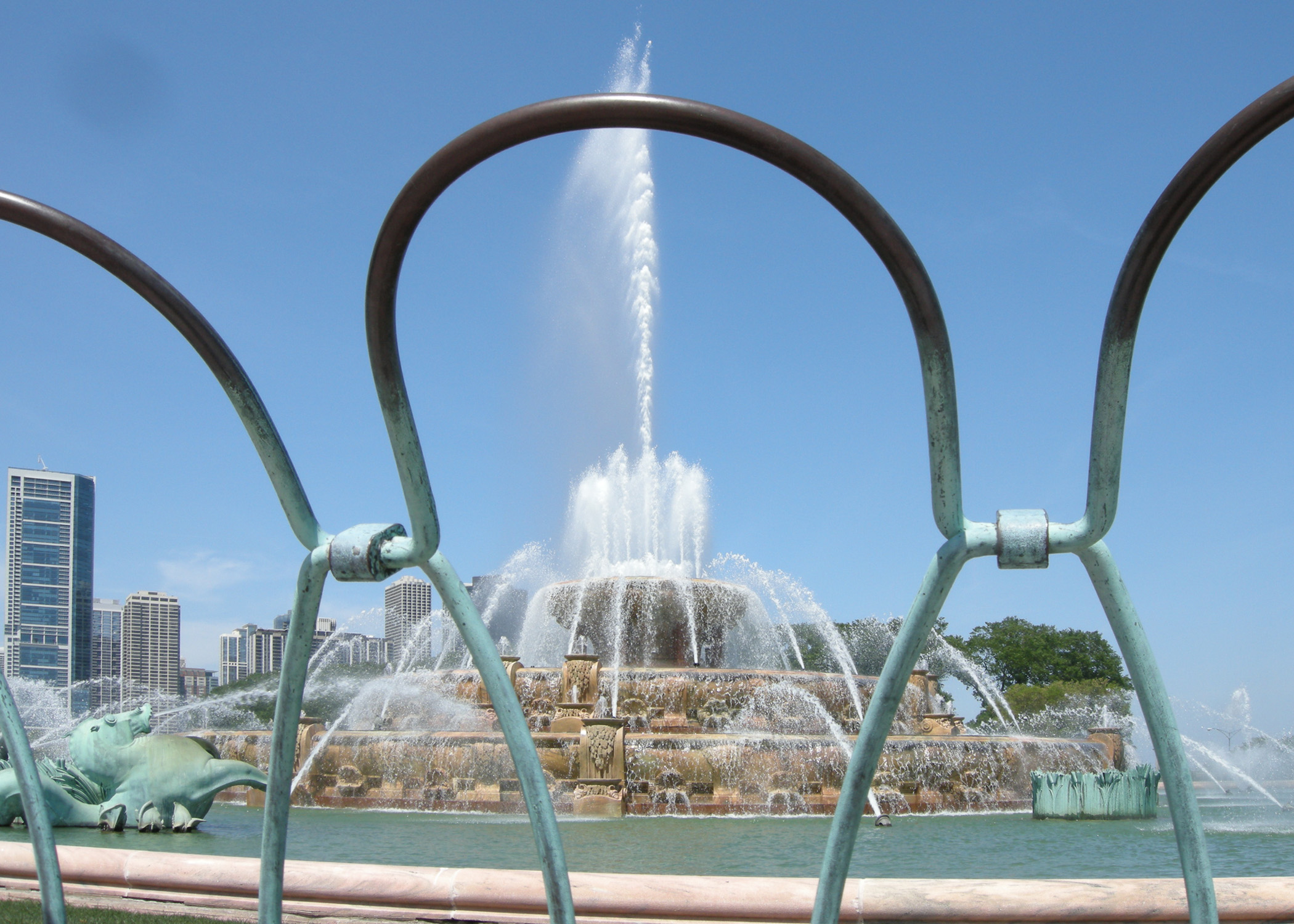
از پشت حصار ۲۰۰۹
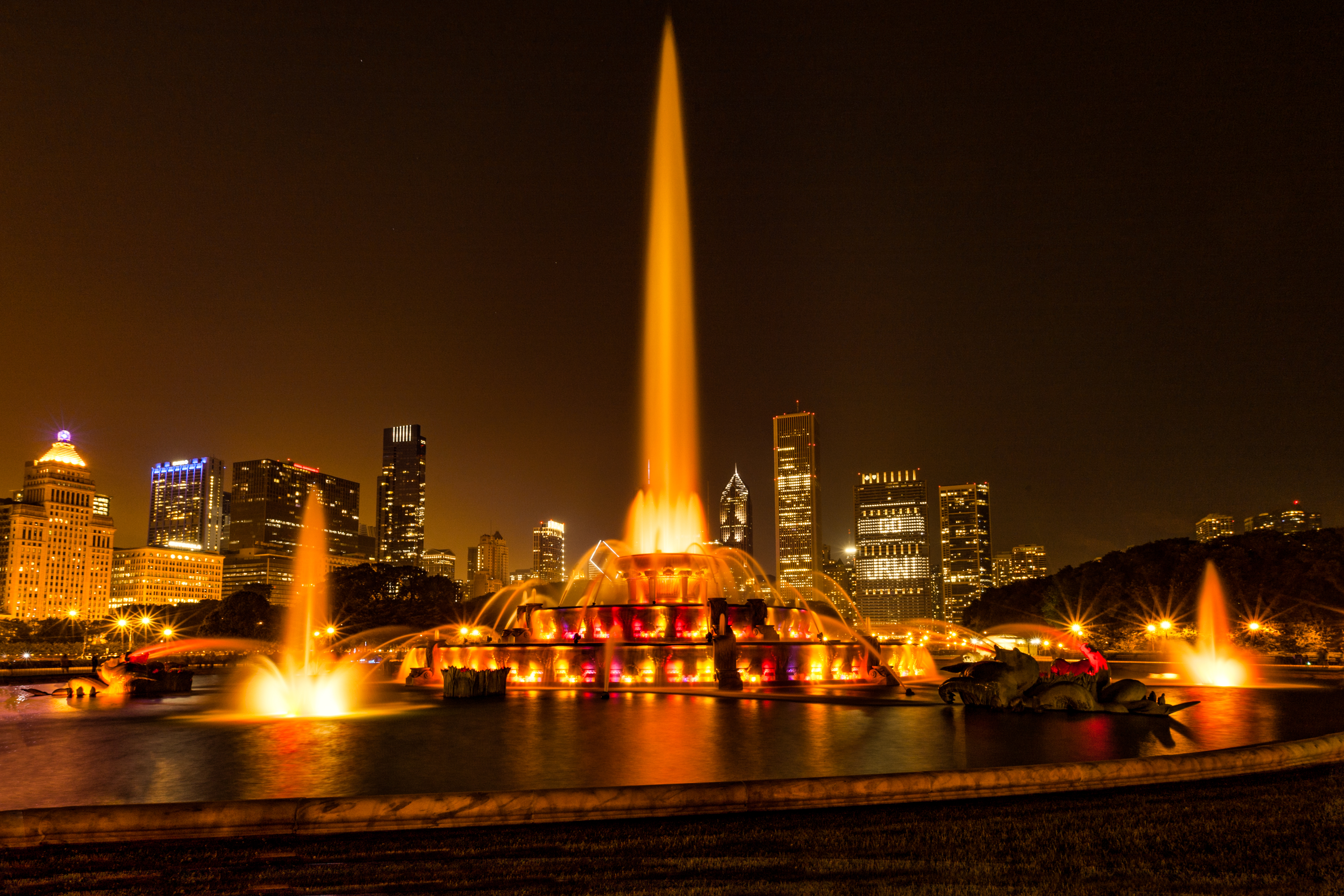
نمای شب ۲۰۱۴
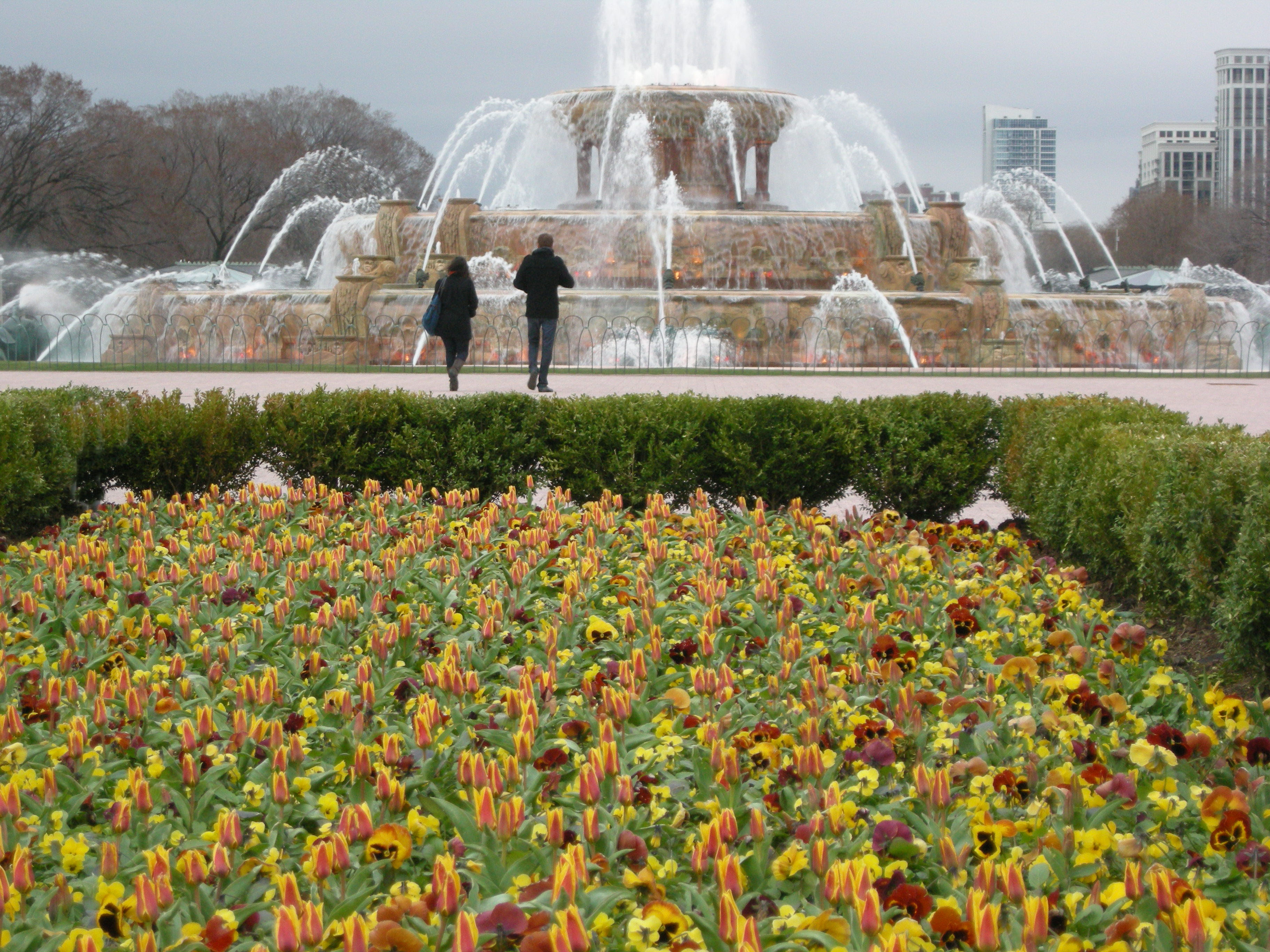
لاله‌ها ۲۰۰۹
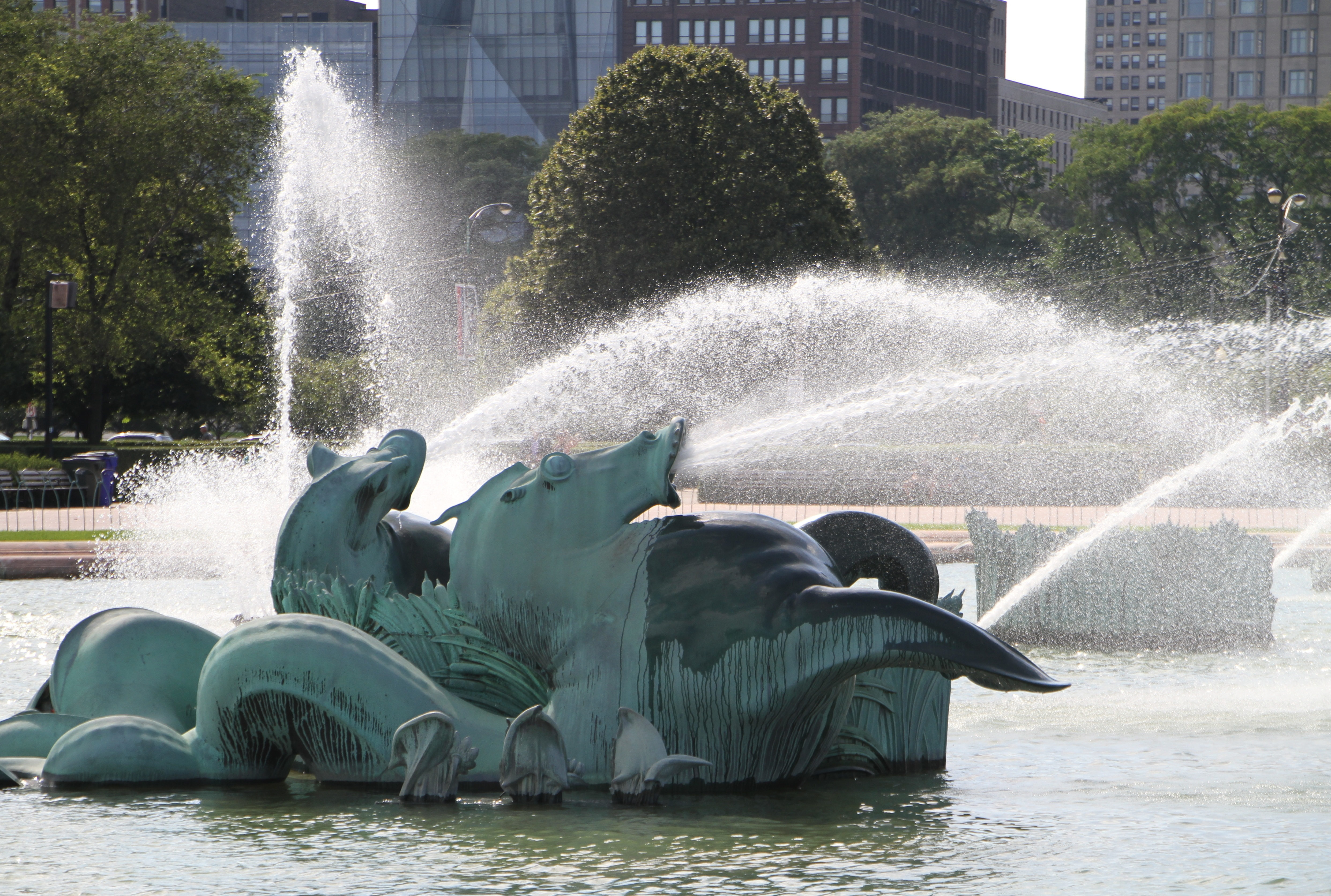
مار دریایی ۲۰۱۴
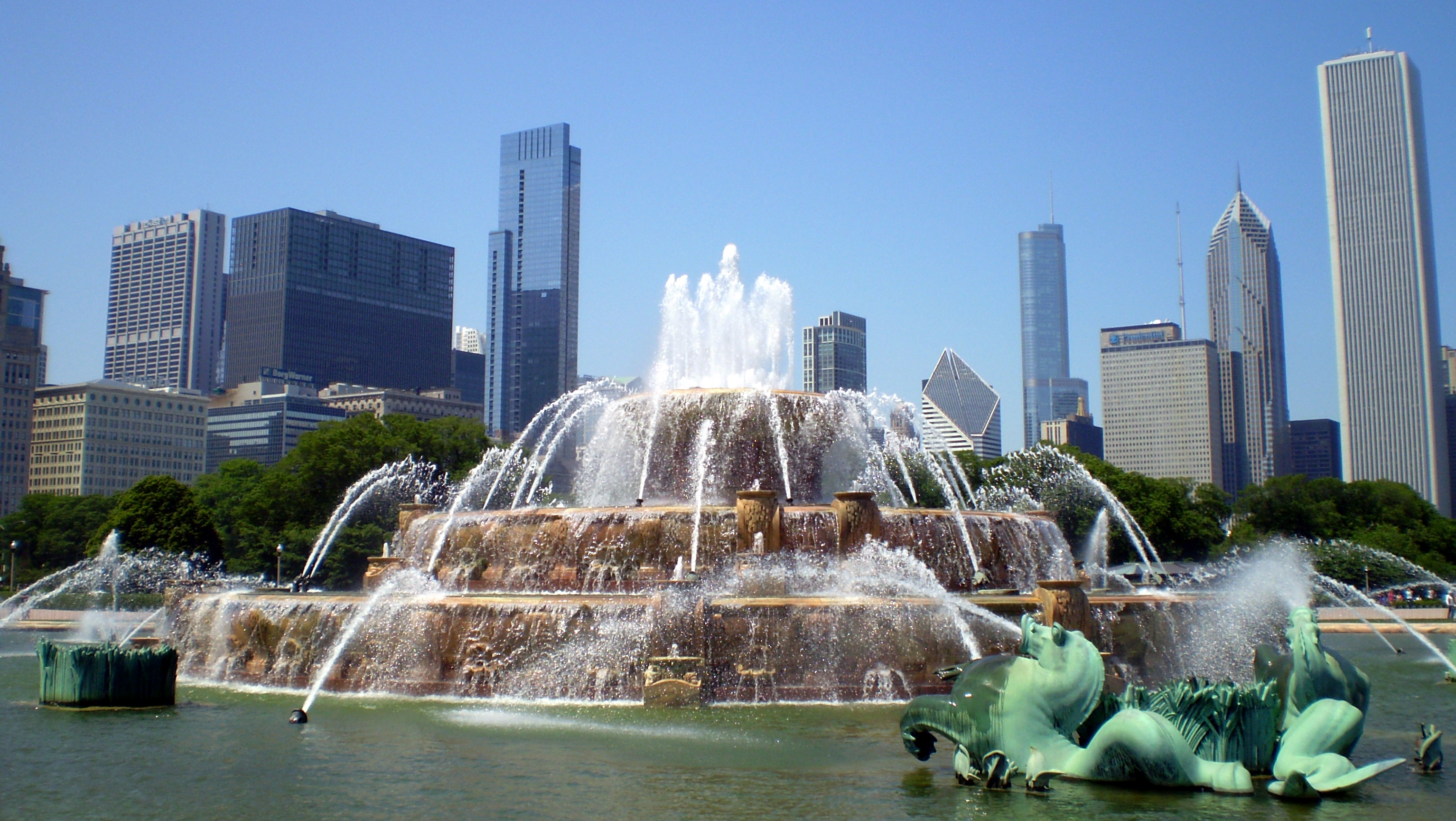
افق و مار، ۲۰۱۰

## همچنین ببینید
- تاریخچه فواره‌ها در ایالات متحده